# USS Illinois (BB-65)
USS Illinois (BB-65) – piąty pancernik typu Iowa budowany dla US Navy, w planach czwarty okręt amerykański noszący nazwę „Illinois”, pochodzącą od stanu Illinois.
Budowę okrętu rozpoczęto na kadłubie oznaczonym symbolem BB-65 i miał to być pierwszy z pancerników typu Montana, jednak sytuacja na froncie II wojny światowej spowodowała zmianę zamówienia na okręt typu Iowa. Zmiana ta pozwalała na budowanie okrętu szybszego o 8 węzłów, przenoszącego więcej dział przeciwlotniczych 20 mm i 40 mm i mogącego przepływać przez Kanał Panamski. Tym samym zrezygnowano z silniejszego uzbrojenia głównego i lepszego opancerzenia, jakie miałby jako okręt typu Montana.
Podobnie jak siostrzany USS „Kentucky”, „Illinois” był jeszcze w budowie, gdy zakończyła się II wojna światowa. Prace przerwano w sierpniu 1945 roku, lecz nieukończony kadłub stał w doku do roku 1958, po czym został złomowany.

## Projekt
Wejście w życie ustawy Second Vison Act w 1939 roku pozwoliło na rozpoczęcie budowy 4 szybkich pancerników typu South Dakota i pierwszych dwóch pancerników typu Iowa (o numerach BB-61 i BB-62). Kolejne 4 okręty liniowe (BB-63, BB-64, BB-65, BB-66) nie zostały zatwierdzone do budowy aż do 1940 roku, a nawet wtedy BB-65 i BB-66 miały być pierwszymi dwoma okrętami typu Montana.
BB-65 miał być odpowiedzią US Navy na japońskie pancerniki typu Yamato, o których budowie zostało poinformowane wysokie dowództwo amerykańskie. Sądzono, że "Yamato" i "Musashi" będą uzbrojone w działa 18-calowe (457,2 mm). Aby móc walczyć z takimi okrętami, US Navy rozpoczęła projektowanie okrętu o wyporności 58 000 ton z zakładanym uzbrojeniem składającym się z 12 dział kal. 406 mm. W połowie lat 30. projekt pancernika USS „Montana” był gotowy. Zakładano zwiększenie liczby dział kal. 406 mm o trzy, w stosunku do wyposażenia okrętu typu Iowa, silniejszą artylerię średniego kalibru oraz wzmocnienie pancerza pozwalające chronić okręt przed pociskami o wadze 1224 kg wystrzelonymi z dział kal. 406 mm, jakie miał na wyposażeniu on sam oraz jednostki typu Iowa.
Konsekwencją zwiększenia siły ognia i odporności pancerza okrętów typu Montana było przede wszystkim zmniejszenie ich prędkości i niezdolność do przepływania przez Kanał Panamski. Ta ostatnia wada z czasem mogła zniknąć ze względu na plany, ostatecznie niezrealizowane, budowy szerszych śluz kanału. Gdy sytuacja w Europie zmieniała się pod koniec lat 30. XX wieku, w USA pojawiły się obawy co do zdolności przerzucania okrętów amerykańskich pomiędzy oceanami. Największe pancerniki amerykańskie były tak duże, że nie mogły przeprawiać się tą drogą. Pojawiły się też obawy, że kanał może zostać zablokowany przez zniszczenie, bądź uszkodzenie śluz w ataku lotniczym. W 1939 roku, w odpowiedzi na te obawy, rozpoczęto budowę nowego zestawu śluz, przy pomocy których można byłoby przemieszczać większe, znajdujące się w fazie projektowania, okręty. Te śluzy pozwoliłyby jednostkom typu Montana na przechodzenie pomiędzy Atlantykiem a Pacyfikiem bez konieczności opływania całej Ameryki Południowej. USS „Montana” BB-65 byłby jedynym typem okrętów amerykańskich o zbliżonych parametrach opancerzenia, uzbrojenia i tonażu do japońskich okrętów typu Yamato.
W 1942 roku US Navy zmieniła priorytety, skupiając się raczej na budowie lotniskowców niż pancerników. Stało się tak po sukcesach lotniskowców w bitwie na Morzu Koralowym, a zwłaszcza w bitwie pod Midway. W rezultacie pierwszeństwo w stoczniach US Navy miała budowa lotniskowców typu Essex. Okręty te okazały się niezbędne dla aliantów, pozwalały na zyskanie i utrzymanie przewagi powietrznej na Pacyfiku w czasie II wojny światowej i niemal z dnia na dzień stały się główną siłą stanowiącą o zdolnościach USA do pokonania Japonii na morzu. Jednocześnie Stany Zjednoczone zaakceptowały słabsze opancerzenie okrętów typu South Dakota, North Carolina i Iowa, zadowalając się ich większą prędkością, która pozwalała jednostkom tych typów poruszać się ze zbliżoną do lotniskowców typu Essex prędkością, zapewniając im tym samym silną obronę przeciwlotniczą.

## Rozwój projektu
Gdy zdecydowano, że BB-65 będzie budowany jednak jako pancernik typu Iowa, przydzielono mu nazwę „Illinois” i zmieniono projekty stoczniowe zgodnie z planami „szybkich pancerników” opracowanymi w 1938 roku przez Preliminary Design Branch w Bureau of Construction and Repair. Jego budowa została zatwierdzona na podstawie ustawy Two Ocean Navy Bill, którą Kongres uchwalił w 1940 roku. Okręt miał być piątą jednostką typu Iowa budowaną dla US Navy. Podobnie jak inne okręty tego typu „Illinois” miał kosztować 125 milionów dolarów, a jego budowa miała trwać 30-40 miesięcy. Jego głównym zadaniem miała być ochrona zespołów lotniskowców typu Essex. Zgodnie z projektem „Illinois” miał mieć maksymalną szerokość 32,9 m i długość na linii wodnej równą 262 m, a jego prędkość maksymalna miała wynosić 33 węzły. Marynarka wojenna chciała także, aby okręt był charakterystycznie wydłużony i miał zaokrąglony dziób, co pozwoliłoby na przekroczenie (przy maksymalnie sprzyjających warunkach i odciążeniu okrętu) 35 węzłów.
Podobnie jak „Kentucky”, „Illinois” różnił się od wcześniejszych okrętów tego typu tym, że miał być konstrukcją całkowicie spawaną, co zmniejszyłoby masę, a zwiększyłoby wytrzymałość pancerza w stosunku do mieszanego, nitowo-spawanego kadłuba wcześniejszych czterech jednostek tego typu. Inżynierowie rozważali też zastosowanie rozwiązań konstrukcyjnych pancerza jednostek typu Montana, co zwiększyłoby zabezpieczenie m.in. przed torpedami i minami morskimi o około 20%. Te plany zostały jednak odrzucone ze względu na ograniczenia czasowe i "Illinois" był budowany według typowego projektu. Fundusze na budowę pancernika pochodziły częściowo z licytacji świni King Neptune, które odbywały się w wielu miejscach stanu Illinois; w sumie – razem z pożyczkami wojennymi – zebrano około 19 milionów dolarów (ekwiwalentu około 200 milionów dolarów w 2007 roku).

## Budowa i złomowanie

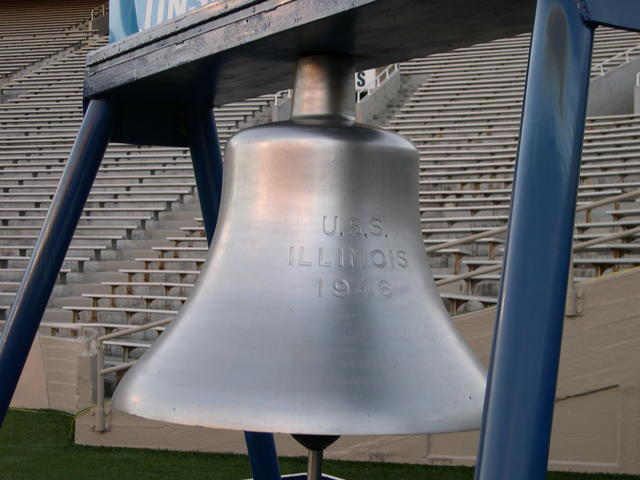
Dzwon okrętowy z USS „Illinois”

Stępkę okrętu położono 6 grudnia 1942 roku w stoczni Philadelphia Naval Shipyard, w Filadelfii, ale jego budowę przerwano po bombardowaniach Hiroszimy i Nagasaki. 12 sierpnia 1945 roku został skreślony z rejestru okrętów. Jego niekompletny kadłub (ukończony w 22%) pozostawał wraz z nieukończonym USS „Kentucky” w rezerwie do 1958 roku, kiedy pancerniki złomowano. Złomowanie USS „Illinois” na pochylni rozpoczęło się we wrześniu 1958 roku.
Zachowany dzwon okrętowy znajduje się obecnie na stadionie Memorial Uniwersytetu Illinois w Urbana-Champaign. Można na nim odczytać wygrawerowany napis USS Illinois 1946. Data przekazania dzwonu uczelni, bądź uniwersyteckiemu Naval Reserve Officer Training Corps (NROTC) jest kwestią sporną. Artykuł Associated Press opublikowany w 1983 roku podaje informację, że dzwon do 1982 roku znajdował się w muzeum w Waszyngtonie, a potem został przekazany drużynie futbolowej Fighting Illini. Obecnie bicie dzwonu w czasie meczu oznajmia, że drużyna gospodarzy zdobyła punkty.

## Okręt w kulturze masowej
„Illinois” pojawia się w 8. odcinku Neon Genesis Evangelion. W tym alternatywnym świecie okręt został ukończony i służył do momentu zniszczenia go w 2015 roku, w czasie próby unicestwienia anioła Gaghiela.